# Leandro Carrijo
Leandro Carrijo Silva (Uberaba, 3 settembre 1985) è un ex calciatore brasiliano, di ruolo attaccante.

## Caratteristiche tecniche
È un centravanti.

## Palmarès

### Competizioni nazionali
- Campionato brasiliano di seconda divisione: 1

Atlético Mineiro: 2006
- Campionato di Hong Kong: 1

South China: 2009-2010
- Coppa di Hong Kong: 1

South China: 2010-2011
- Coppa di Lega di Hong Kong: 1

South China: 2010-2011

### Competizioni statali
- Campionato Mineiro: 1

Atlético Mineiro: 2007